# What Is This?

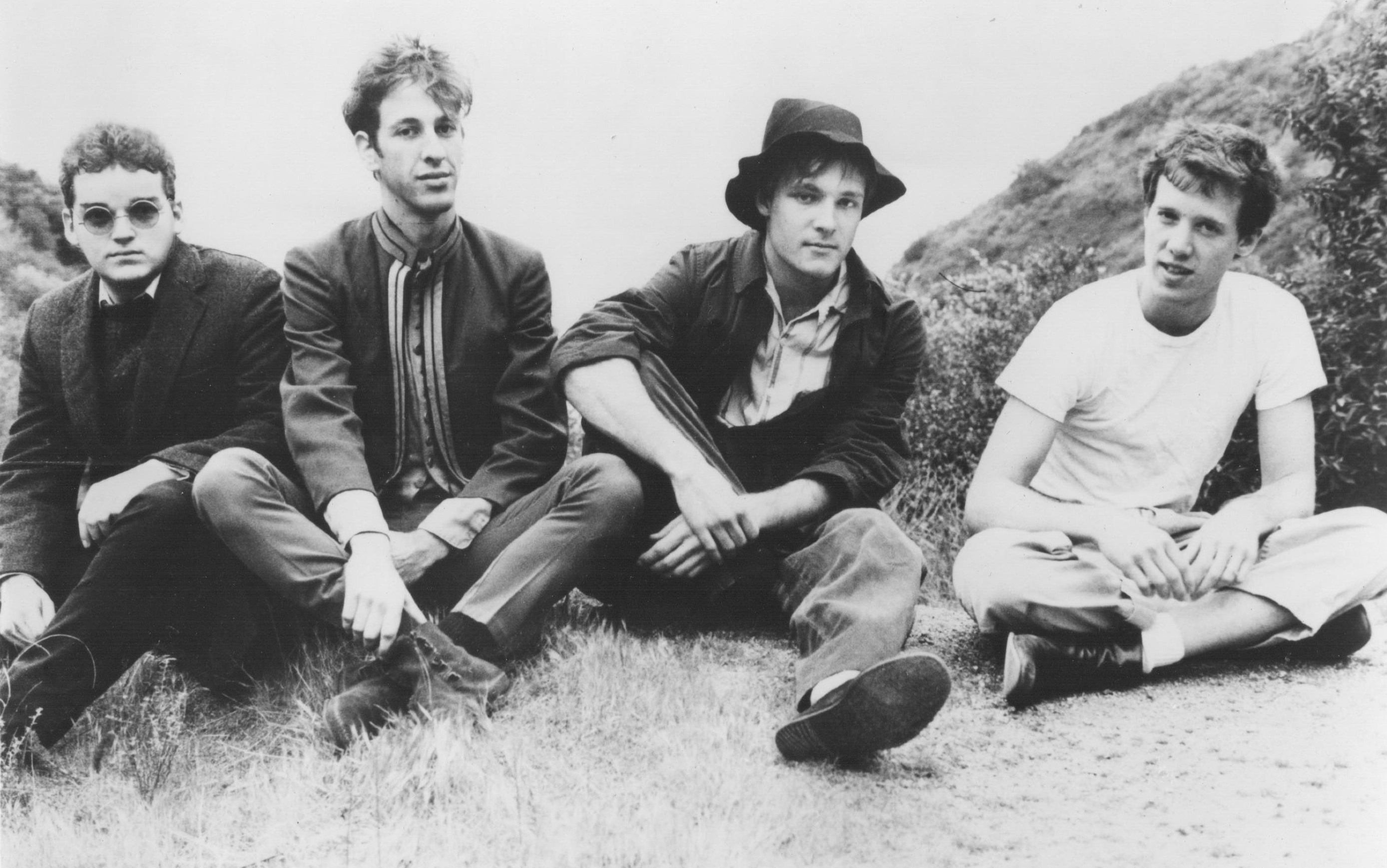
What Is This?

What Is This? is een bandje dat opgericht werd door studenten aan Fairfax High en bestond uit Hillel Slovak, Jack Irons, Alain Johannes en Todd Strasman. 
De band speelde voornamelijk covers van Queen en Led Zeppelin. What Is This heette eerst Chain Reaction, daarna Anthem. Toen kwamen ze erachter dat er al een band bestond die Anthem heette, dus werd de naam veranderd in Anthym. Anthym speelde vooral in clubs in Hollywood. Anthony Kiedis, de latere zanger van de Red Hot Chili Peppers, verzorgde met gedichtjes en komische stukjes de aankondiging. What Is This kreeg in 1983 een platencontract en bracht de platen Squeezed, 3 Out Of 5 Live en What Is This? uit tussen 1984 en 1985.
Een paar jaar later waren zowel Hillel Slovak als Jack Irons vertrokken. De band droeg nu de naam Eleven en bestond alleen nog uit Alain Johannes, Natasha Schneider en enkele minder vaste leden. Na de dood van Hillel Slovak keerde Jack Irons terug naar Eleven.